# Adalberts Bubenko
Adalberts Bubenko (ur. 16 stycznia 1910 w Mõisaküla, zm. 7 lipca 1983 w Toronto) – łotewski lekkoatleta chodziarz, medalista olimpijski z 1936.
Startował w chodzie na 50 kilometrów. Na igrzyskach olimpijskich w 1936 w Berlinie zdobył brązowy medal w tej konkurencji.
W 1944 uciekł przed radziecką inwazją na Łotwę, najpierw do Australii, a potem wyjechał do Kanady.